# Peruaanse weidespreeuw
De Peruaanse weidespreeuw (Leistes bellicosa synoniem: Sturnella bellicosa) is een zangvogel uit de familie Icteridae (troepialen).

## Verspreiding en leefgebied
Deze soort telt 2 ondersoorten:
- L. b. bellicosa: van Ecuador tot noordelijk Chili.
- L. b. albipes: westelijk Ecuador en noordwestelijk Peru.